# (1085) Amaryllis
(1085) Amaryllis es un asteroide que forma parte del cinturón de asteroides y fue descubierto el 31 de agosto de 1927 por Karl Wilhelm Reinmuth desde el observatorio de Heidelberg-Königstuhl, Alemania.

## Designación y nombre
Amaryllis recibió al principio la designación de 1927 QH.
Más adelante se nombró por la Amaryllis, un género de plantas de la familia de las amarilidáceas.

## Características orbitales
Amaryllis está situado a una distancia media de 3,191 ua del Sol, pudiendo alejarse hasta 3,329 ua y acercarse hasta 3,053 ua. Tiene una inclinación orbital de 6,638° y una excentricidad de 0,04317. Emplea en completar una órbita alrededor del Sol 2082 días.